# De witte waan (De Rode Ridder)
De witte waan is het 235ste stripverhaal uit de reeks van De Rode Ridder. Het is geschreven door Martin Lodewijk en getekend door Claus Scholz. De eerste albumuitgave was in september 2012.

## Het verhaal
Johan, de Rode Ridder, komt aan in een dorpje en in de herberg waar hij verblijft, doet men een slaapmiddel in zijn wijn. Hij ontwaakt in een knokenveld waar hij verschillende proeven op leven en dood moet winnen alvorens terecht te komen in het kasteel van de godin van de maan en de jacht Artemis. Zij wil Johan als prooi gebruiken tijdens de jacht samen met haar wolven. Johan kan ontsnappen uit het kasteel en wordt in het sneeuwlandschap opgejaagd door de godin en haar gezellen. Ondertussen wordt in Umbria de laatste van haar vereerders gevangengenomen en terechtgesteld. Wanneer uiteindelijk de godin Johan te pakken krijgt, sterft op dat moment de man samen met haar afgodsbeeld op de brandstapel en wordt daardoor de godin van de aarde weggestuurd naar Zeus en de rest van de Goden die al lang geleden de aarde verlieten. Het kasteel van de godin stort in en haar dienaars, die lang geleden door haar ontvoerd werden in de omringende dorpen, worden bevrijd.